# (52601) Iwayaji
(52601) Iwayaji ist ein Asteroid des Hauptgürtels, der am 29. September 1997 vom japanischen Astronomen Akimasa Nakamura am Kuma-Kōgen-Observatorium (IAU-Code 360) in der Kleinstadt Kumakōgen in der Präfektur Ehime entdeckt wurde.
Der Asteroid wurde am 7. April 2005 nach dem Tempel des Shingon-Buddhismus Iwaya-ji benannt, der in Kumakōgen liegt und in der traditionellen Zählung der 45. Tempel des Shikoku-Pilgerwegs ist.